# Cordéac
Cordéac – miejscowość i dawna gmina we Francji, w regionie Owernia-Rodan-Alpy, w departamencie Isère. W 2013 roku populacja gminy wynosiła 216 mieszkańców. 
W dniu 1 stycznia 2017 roku z połączenia dwóch ówczesnych gmin – Cordéac oraz Saint-Sébastien – utworzono nową gminę Châtel-en-Trièves. Siedzibą gminy została miejscowość Saint-Sébastien. 